# يفيجيني باراتينسكي
يفيجيني أبراهيموفيتش باراتينسكي (2 مارس 1800 - 11 يوليو 1844) (الروسية: Евге́ний Абра́мович Бараты́нский) هو شاعر روسي عاش في القرن التاسع عشر، ظلَّت شهرته غير ذات أهميَّة حتى أشهره الأدباء الرمزيون الروس كواحد من أشهر شعراء الفكر في تاريخ الأدب الروسي.

## سيرته
ولِدَ يفيجيني أبراهيموفيتش باراتينسكي في أسرةٍ نبيلةٍ من أصول روسيَّة، وتلقَّى تدريبه العسكري في فيلق باج في مدينة سانت بطرسبورغ، لكنَّه طُرِدَ منه في سنِّ الخامسة عشر بتهمة السرقة، ثُمَّ غادر المدينة وقضى ثلاث سنين في الأرياف قبل أن يلتحق بالجيش. وفي 1820 التقى بارتينسكي بأنطون ديلفيغ، الذي شجَّعه على نشر شعره. ثمَّ بعد فترة بسيطة من لقائه مع ديلفيغ عيَّنه الجيش في وحداته العسكريَّة في فنلندا، وظلَّ هناك لمدَّة ست سنين، وفي غضون هذه الفترة ألَّف قصيدة «إيدا» (Eda)، التي كانت أولى قصائده الناجحة. وفي يناير 1826 تزوَّج باراتينسكي من ابنة رجل عسكري برتبة لواء، وقدَّم عبر أصدقائه ذوي النفوذ طلباً إلى الإمبراطور لإعفاءه من الخدمة العسكريَّة، وفي 1827 استقرَّ باراتينسكي في شمال موسكو، وهناك أكمل أطول قصائده، وهي قصيدة بعنوان «الغجري»، قلَّد فيها أسلوب بوشكين. وعلى الرغم من أنَّ حياته الأسريَّة تبدو سعيدة إلا أنَّ الحزن والتشاؤم كانا الطابع السائد في جميع قصائده، ثُمَّ سرعان ما تحوَّل تشاؤمه إلى يأس، وأصبح الرثاء موضوعه المفضَّل. نشر باراتينسكي عدَّة دواوين شعريَّة، واستقبلها نقاد الأدب بحفاوة شديدة، في الوقت الذي أهملها فيه العامَّة، ومع مرور الزمن تناقصت شهرته بدرجة كبيرة، ثُمَّ أُعِيد اكتشافه من قبل الحركة الرمزيَّة في الأدب الروسي. تُوفِّي يفيجيني باراتينسكي في مدينة نابولي في عام 1844، بعد أن توجَّه إلى إيطاليا بحثاً عن طقسٍ دافئٍ.

## روابط خارجية
- يفيجيني باراتينسكي على موقع الموسوعة البريطانية (الإنجليزية)
- يفيجيني باراتينسكي على موقع ميوزك برينز (الإنجليزية)
- يفيجيني باراتينسكي على موقع إن إن دي بي (الإنجليزية)
- يفيجيني باراتينسكي على موقع ديسكوغز (الإنجليزية)